# Mecistopus varicornis
Mecistopus varicornis är en mångfotingart som beskrevs av Loomis 1959. Mecistopus varicornis ingår i släktet Mecistopus och familjen Cleidogonidae. Inga underarter finns listade i Catalogue of Life.